# Der Knabe im Moor

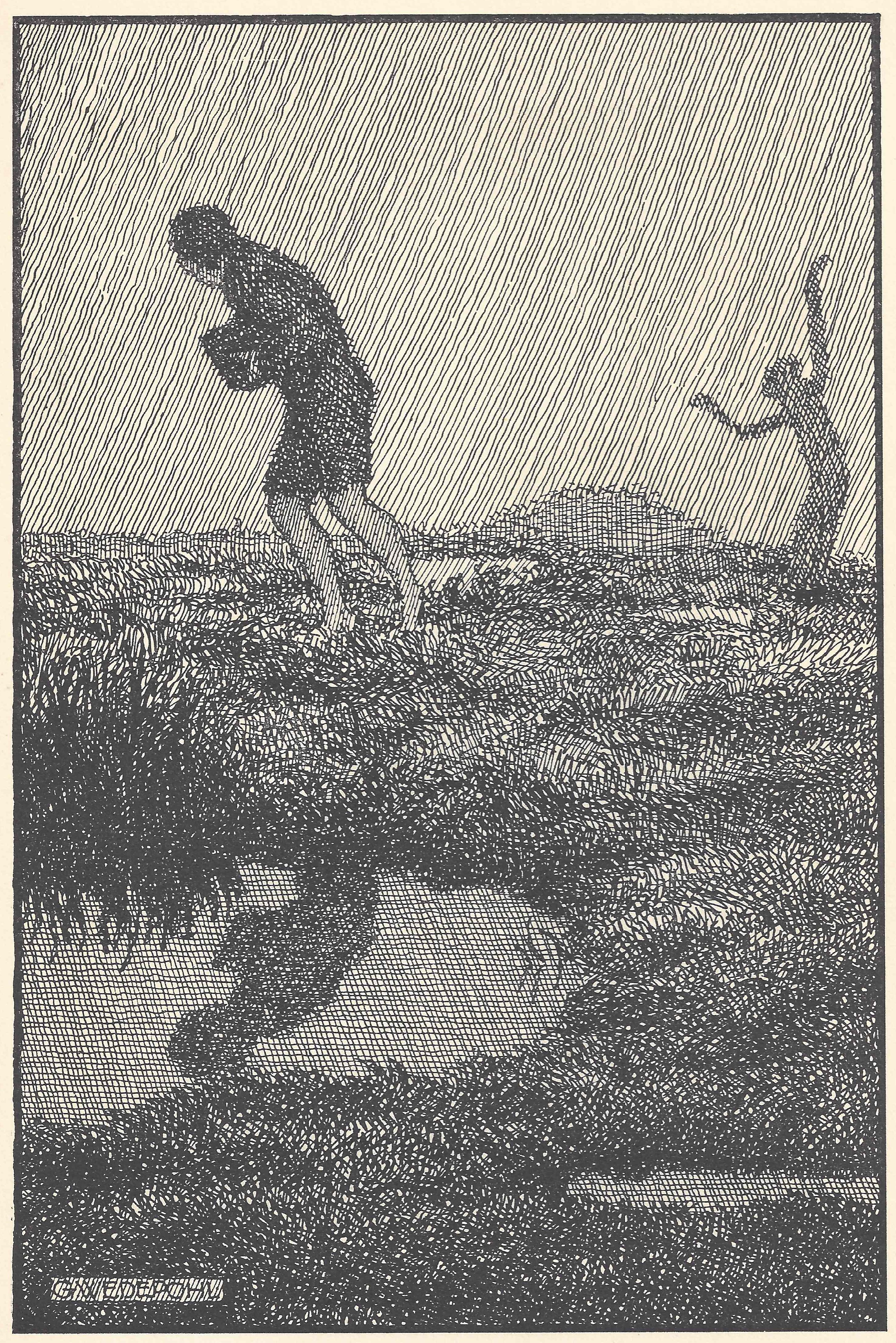
Illustration von Gerhard Wedepohl

Der Knabe im Moor ist eine Ballade von Annette von Droste-Hülshoff, die den Bezug zwischen Mensch und Natur behandelt.

## Überlieferung
Der Knabe im Moor erschien zuerst am 16. Februar 1842 im Morgenblatt Nr. 40. Danach wurde die Ballade 1844 in der Sammlung Gedichte von Annette von Droste-Hülshoff im Abschnitt Heidebilder als letztes Stück gedruckt. Damit ist Der Knabe im Moor nicht bei den anderen Balladen des Bandes eingeordnet, sondern wohl aus thematischen Gründen in einen Teil des Buches versetzt, in dem es um die Wechselwirkung von Mensch und Natur geht. Das Manuskript trägt drei verschiedene Überschriften: Im Moor, Das Kind und schließlich Der Knabe im Moor. Auch daran lässt sich erkennen, dass im Gedicht weder der Schauplatz noch der Mensch im Zentrum der Betrachtung stehen, sondern eben der Mensch in seiner Umgebung.

## Text
O schaurig ist’s übers Moor zu gehn,

Wenn es wimmelt vom Heiderauche,

Sich wie Phantome die Dünste drehn

Und die Ranke häkelt am Strauche,

Unter jedem Tritte ein Quellchen springt,

Wenn aus der Spalte es zischt und singt! –

O schaurig ist’s übers Moor zu gehn,

Wenn das Röhricht knistert im Hauche!

Fest hält die Fibel das zitternde Kind

Und rennt, als ob man es jage;

Hohl über die Fläche sauset der Wind –

Was raschelt drüben am Hage?

Das ist der gespenstische Gräberknecht,

Der dem Meister die besten Torfe verzecht;

Hu, hu, es bricht wie ein irres Rind!

Hinducket das Knäblein zage.

Vom Ufer starret Gestumpf hervor,

Unheimlich nicket die Föhre,

Der Knabe rennt, gespannt das Ohr,

Durch Riesenhalme wie Speere;

Und wie es rieselt und knittert darin!

Das ist die unselige Spinnerin,

Das ist die gebannte Spinnenlenor’,

Die den Haspel dreht im Geröhre!

Voran, voran! Nur immer im Lauf,

Voran, als woll es ihn holen!

Vor seinem Fuße brodelt es auf,

Es pfeift ihm unter den Sohlen,

Wie eine gespenstige Melodei;

Das ist der Geigemann ungetreu,

Das ist der diebische Fiedler Knauf,

Der den Hochzeitheller gestohlen!

Da birst das Moor, ein Seufzer geht

Hervor aus der klaffenden Höhle;

Weh, weh, da ruft die verdammte Margret:

„Ho, ho, meine arme Seele!“

Der Knabe springt wie ein wundes Reh;

Wär nicht Schutzengel in seiner Näh,

Seine bleichenden Knöchelchen fände spät

Ein Gräber im Moorgeschwele.

Da mählich gründet der Boden sich,

Und drüben, neben der Weide,

Die Lampe flimmert so heimatlich,

Der Knabe steht an der Scheide.

Tief atmet er auf, zum Moor zurück

Noch immer wirft er den scheuen Blick:

Ja, im Geröhre war’s fürchterlich,

O schaurig war’s in der Heide.

## Form und Aufbau
Die Ballade besteht aus sechs Strophen zu je acht Versen. Die Strophen weisen durchgängig das Reimschema [ababccab] auf, was die Unruhe und Gehetztheit des Knaben zeigt. Viele Verse beginnen mit „Das ist …“ oder „Da …“, was ein Gefühl von Unmittelbarkeit und Miterleben erzeugt. Anaphorisch gebraucht wird auch das „Voran…“, das ebenfalls Unmittelbarkeit und den Drang vorwärtszukommen zeigt. Dass die Ballade mit Ausnahme der letzten beiden Verse im Präsens verfasst ist, unterstützt diesen Eindruck.

## Inhalt und Deutung
In der Ballade Der Knabe im Moor geht es um einen Knaben, der im Dunklen durchs Moor wandert und dabei angesichts ihm erscheinender Geistergestalten in Panik gerät. Am Ende sieht er jedoch Licht und ist dem Moor entkommen. In der ersten Strophe wird zunächst die Situation vorgestellt, das gruselige Moor mit seinen geisterhaften Dünsten und gespenstischen Geräuschen. Der erste Vers lautet: „O schaurig ist’s übers Moor zu gehn“ (V. 1). Erst die zweite Strophe verrät, für wen es so schaurig ist: Ein Knabe läuft durch das Moor und die Dinge, die er sieht und hört, gaukeln ihm allerhand Geistererscheinungen vor. So glaubt er z. B. einen „Gräberknecht“ (V. 13) oder „die unselige Spinnerin“ (V. 22) und anderes mehr zu sehen, und er hört bei jedem Schritt unter seinen Sohlen eine „gespenstige Melodei“ (V. 29). Die Spannung steigt mit jeder Strophe, der Knabe rennt immer schneller, bis die Ballade in der fünften Strophe ihren Höhepunkt findet: Vor lauter Schreck über das Wehklagen der „verdammten Margret“ (V. 35) springt das Kind davon. Doch ein Fehltritt im Moor kann gefährlich sein. Nur ein Schutzengel, so der Text, bewahrt das Kind vor dem Tod. In der sechsten Strophe sinkt die Spannung dann wieder. Der Knabe entrinnt glücklich dem Moor, sieht schon eine Lampe heimatlich flimmern (V. 43) und blickt, wohl wissend, dass er gerettet ist, zurück. „O schaurig war’s in der Heide“ resümiert der Text.

## Adaptionen
Buch
- Reinhard Michl: Der Knabe im Moor. Von Annette von Droste-Hülshoff (= Poesie für Kinder). Kindermann Verlag, Berlin 2010, ISBN 978-3-934029-37-8.

Vertonung
- Sanity: Der Knabe im Moor auf dem Album Nocturnal Poems, 1999. (Link)
- Sturmpercht: Der Knabe im Moor auf dem Album Geister im Waldgebirg, 2006. (Link)
- Michael Starke: Der Knabe im Moor für gemischten Chor a-cappella, 2011.

Film
- Studenten der Hochschule der Medien Stuttgart: Der Knabe im Moor, Computeranimation im Silhouetten-Stil, 2008. Ausleihe über Medienzentren in Baden-Württemberg.

## Quelle und Literatur
- Annette von Droste-Hülshoff: Der Knabe im Moor, in: Deutsche Balladen, hrsg. v. Hartmut Laufhütte, Stuttgart 2000.
- Hermann Kunisch: Annette von Droste-Hülshoff. Der Knabe im Moor, in: Wege zum Gedicht. 2. Wege zur Ballade, hrsg. v. Rupert Hirschenauer und Albrecht Weber, München und Zürich 1964.